# Caccobius matsumotoi
Caccobius matsumotoi là một loài bọ cánh cứng trong họ Bọ hung (Scarabaeidae).